# Wilfried Acker
Wilfried Acker (* 16. Februar 1908 in Schwenningen; † 15. November 1979 in Stuttgart) war ein deutscher Politiker der KPD. Er war Mitglied der Beratenden Landesversammlung des Landes Württemberg-Hohenzollern und Abgeordneter des Landtages für Württemberg-Hohenzollern.

## Leben
Der gelernte Feinmechaniker trat 1922 in den Kommunistischen Jugendverband Deutschlands und den Deutschen Metallarbeiter-Verband ein. 1928 trat er der KPD bei. 1930 wurde er Unterbezirksleiter der Partei in Schwenningen. Von März 1933 bis September 1934 war er in den Konzentrationslagern Heuberg und Kuhberg inhaftiert. 1935 gelang ihm die Flucht nach Zürich, dort war er für den Abwehrapparat der KPD-Gruppe in der Schweiz aktiv, bis ihn die Polizei im September 1937 festnahm und nach Frankreich auswies. Von dort kehrte er unverzüglich in die Schweiz zurück und hielt sich bis 1942 illegal in Basel auf, wo er die örtliche KPD-Gruppe leitete. Nach einer erneuten Festnahme im April 1942 wurde er interniert. Im Mai 1945 kehrte er nach Deutschland zurück. Dort wurde er KPD-Landesvorsitzender in Württemberg-Hohenzollern, Mitglied der Beratenden Landesversammlung des Landes Württemberg-Hohenzollern und von 1947 bis zu dessen Auflösung 1952 Abgeordneter und KPD-Fraktionsvorsitzender im Landtag für Württemberg-Hohenzollern. Danach zog er mit seiner Ehefrau Paula Acker in die DDR, kehrte aber 1955 allein in die Bundesrepublik zurück und war bis zum KPD-Verbot 1956 Mitglied der KPD-Landesleitung Baden-Württemberg. 1968 trat er in die DKP ein.